# Friedrich Pustet (Verleger, 1798)

Friedrich Pustet

Friedrich Pustet (* 25. Februar 1798 in Hals bei Passau; † 6. März 1882 in München) war ein deutscher Verleger und Gründer der Friedrich Pustet KG.

## Leben
Friedrich Pustet wurde als Sohn des Marktkämmerers und Buchbinders Anton Pustet geboren, der bereits 1803 verstarb. Die Mutter, die mehrere Kinder mit Einkünften aus einem kleinen Buchhandel versorgen musste, entschloss sich 1807, Friedrich mit einem kleinen Geldbetrag zu einer Lehre nach Stadtamhof zum Buchbinder Joseph Eggensperger zu schicken, der ihn als Lehrbub aufnahm. Im Verlauf der Schlacht bei Regensburg wurde Stadtamhof am 23. April 1809 und auch Haus und Werkstatt des Buchbinders Eggensperger zerstört. Der Lehrbub Friedrich Pustet wurde über die am Vortag heftig umkämpfte Steinerne Brücke, auf der noch viele Leichen lagen, geschickt, um südlich von Regensburg das Karthaus Prüll zu erreichen, wo ein Onkel von ihm als Pater lebte. Dort wurde er zur Reise zurück nach Passau ausgerüstet, wo es ihm schon bald nach seiner Ankunft 1812 gelang, für den Buchhandel seiner Mutter einen guten Auftrag zur Lieferung von Steuerbüchern einzuwerben. Daneben begann er auch den Papierhandel mit Österreich auf Flößen zu organisieren. Nachdem er die Erlaubnis zum Betrieb einer Druckerpresse erhalten hatte, begann er, sich auch verlegerisch zu betätigen, indem er als Herausgeber der Bauernzeitung auftrat, die sich bald großer Beliebtheit erfreute. Nach langwierigen Bemühungen wurde Friedrich Pustet am 8. Juli 1820 vom Magistrat der Stadt Passau die Buchhandelskonzession verliehen.
1826 verlegte er sein Engagement als Buchhändler von Passau nach Regensburg, wo er auf dem Neupfarrplatz in einem kleinen Ladenraum einen Buchhandel betrieb und am Wochenende in den umliegenden Dörfern Bücher verkaufte. Schon bald war er in Regensburg sehr bekannt und beliebt. Sein zäher Wille und größte Sparsamkeit ermöglichten ihm 1827 die Gründung eines Verlags und die Einrichtung einer Druckerei, wo schon 1833 das von Gumpelzhaimer verfasste vierbändige Werk mit dem Titel: „Regensburgs Geschichte, Sagen und Merkwürdigkeiten“ gedruckt wurde auf einer neu gekauften Schnellpresse, die der Grundstein war für das Pustet‘sche Druckunternehmen. 1830 heiratete er Therese von Schmid, die ihm als wichtige Helferin in der Buchhandlung diente, wo die im Pustet-Verlag verlegten Bücher aus dem Bereich regionaler, historischer, naturwissenschaftlicher und belletristischer Literatur verkauft wurden.
1833 wurde die von ihm gegründete Friedrich Pustet KG Eigentümer einer großräumigen Liegenschaft in der Gesandtenstraße in Regensburg, wo sich noch heute das Hauptgeschäft von Bücher Pustet befindet. Das heutige mehrstöckige Geschäftshaus mit Innenhof entstand aber erst 1957 im Baustil der Nachkriegszeit nach dem Abbruch von mehreren mittelalterlichen und barocken Bauten und Häusern (s.Friedrich Pustet KG).
1836 begann Friedrich Pustet I. in den Orten Laaber und Alling westlich von Regensburg nach Vorbildern in England die industrielle Fabrikation von Papier in Form von Endlospapierbahnen. An beiden Orten lieferte die Schwarze Laber Energie zum Antrieb der Maschinen, die zur Herstellung von Holzschliff und Zellstoff benötigt wurden. Später konnte mit den bei Alling gefundenen Braunkohlevorkommen auch Dampfmaschinen betrieben werden. Zur Begrüßung von König Maximilian II., der 1855 die Anlagen durch einen Besuch würdigte, wurde in zwei Bahnen weiß und blau eingefärbtes Papier gedruckt. Nachdem 1875 die Fabrikationsstätten sogar mit der Bahnstrecke Sinzing–Alling an Regensburg angebunden wurden, hatte Friedrich Pustet den bahnbrechenden Aufbau der Papierindustrie abgeschlossen.
Ein 1846 veröffentlichtes lateinisches Messbuch für den Gottesdienst der katholischen Kirche legte den Grundstein für eine überregionale Ausbreitung und Bekanntheit des Unternehmens. Mit dieser Altar-Missale begann die Spezialisierung des Verlags auf liturgische Werke. Zusammen mit Karl Proske entstand die Reihe „Musica divina“, eine Edition polyphoner Musikwerke. 1848 war Pustet beteiligt an der Gründung des Regensburger Morgenblattes.
Nachdem es unter Bürgermeister Gottlieb von Thon-Dittmer in Regensburg im Hungerjahr 1846/47 im Vormärz enorme Teuerungen bei Lebensmitteln gegeben hatte, war Pustet auch an Bestrebungen der damaligen katholisch-konservativen Vereinsbewegung beteiligt, Arbeiterunterstützungsvereine zu gründen. So wurde im März 1849 unter Beteiligung weiterer Druckereibesitzer wie Georg Joseph Manz der „Gutenbergverein“ gegründet, der die Regensburger Buchdrucker in Notfällen des Lebens unterstützen sollte. Aus dem Verein entstand 1850 eine Unterstützungskasse für kranke, reisende und invalide Buchdrucker, aus der die bis zum Ersten Weltkrieg existierende Buchdrucker-Unterstützungskasse e. V hervorging.
1854 erwarb Pustet die J. E. v. Seidel'sche Buchhandlung in Sulzbach-Rosenberg. 1860 übergab er das Regensburger Unternehmen Pustet mit Verlag, technischem Betrieb und Papierfabrik an seine Söhne Friedrich (1831–1902), Karl (1839–1910) und Clemens (1833–1898). Die Buchhandlung in Sulzbach verkaufte er 1864 und übernahm 1864 den kgl. Central-Schulbuch-Verlag in München; diesen leitete er bis 1874.